# Tetrao urogallus
Tetrao urogallus là một loài chim trong họ Phasianidae.

## Phân loài
Loài này có một số phân loài gồm:
- T. urogallus cantabricus (Cantabrian Capercaillie) - Tây bắc Tây Ban Nha
- T. urogallus aquitanicus - Pyrenees
- T. urogallus major - Trung Âu
- T. urogallus rudolfi - Đông Nam Âu (Bulgaria đến tây nam Ukraina)
- T. urogallus urogallus - Scandinavia, Scotland
- T. urogallus karelicus - Phần Lan, Karelia
- T. urogallus lonnbergi - Bán đảo Kola
- T. urogallus pleskei - Belarus, Nga thuộc trung Âu
- T. urogallus obsoletus - Bắc Nga thuộc châu Âu
- T. urogallus volgensis - Đông Nam Nga thuộc châu Âu
- T. urogallus uralensis - Urals, miền tây Xibia

## Hình ảnh

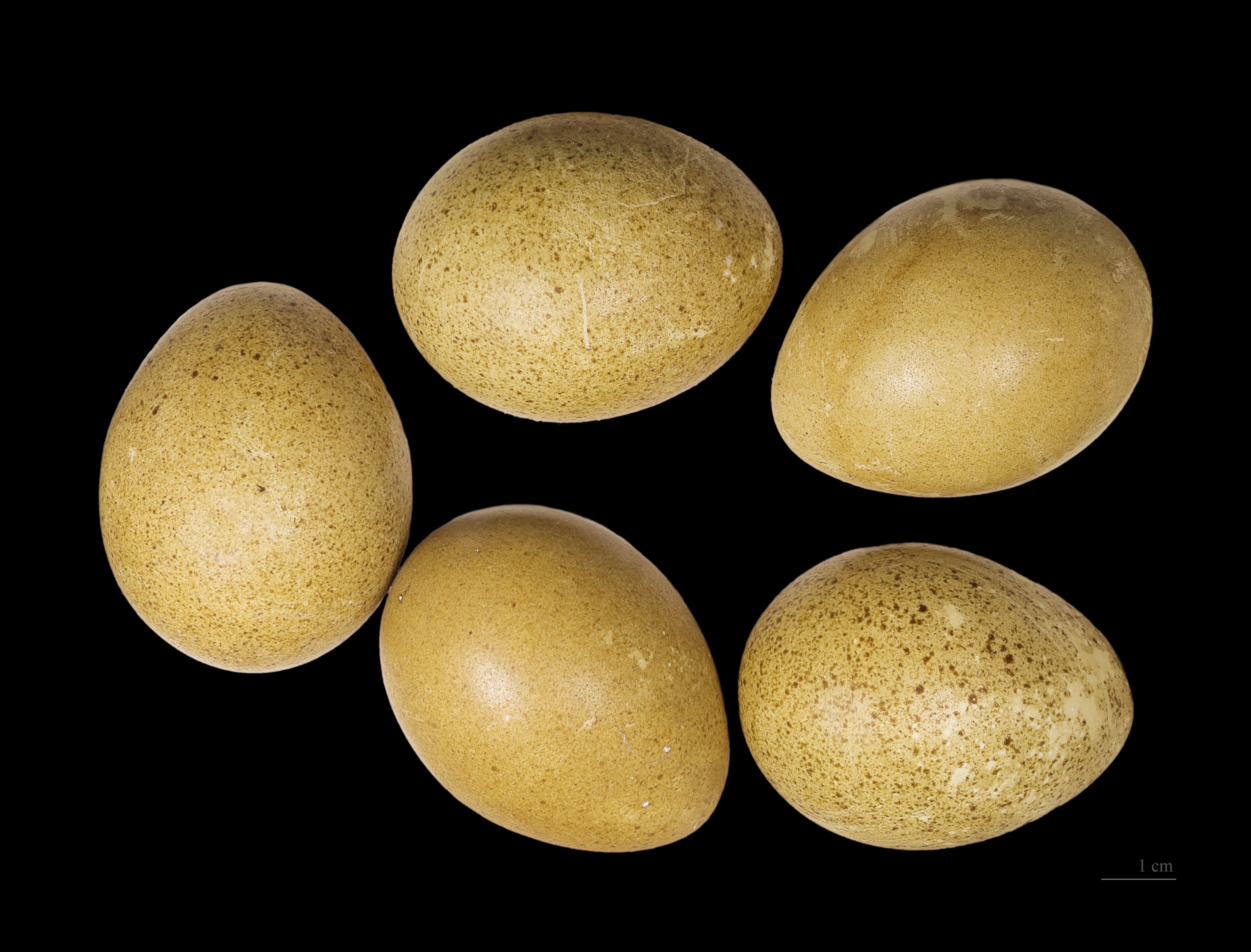
Tetrao urogallus
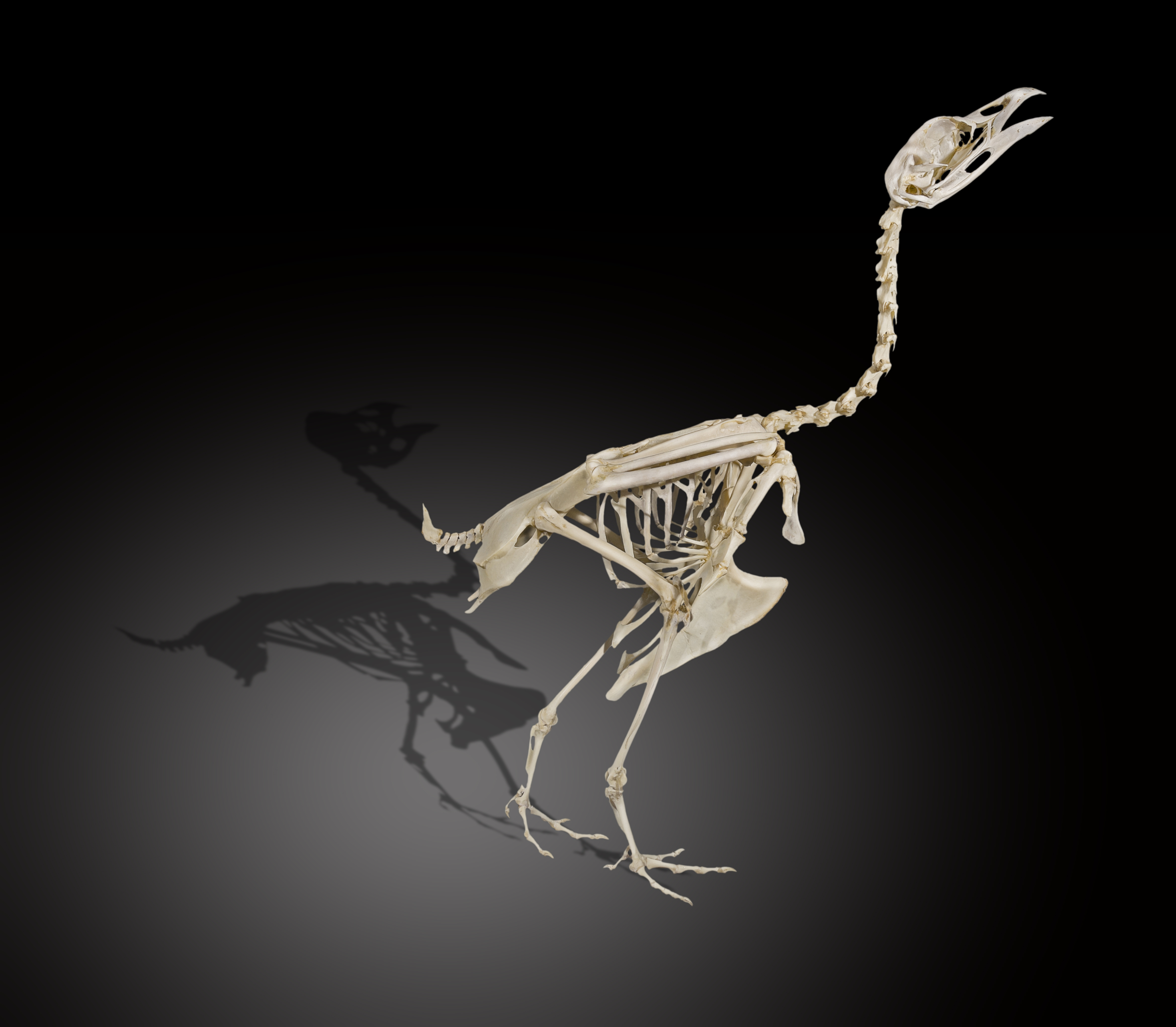
Tetrao urogallus